# 金·比兹利
金·克里斯奇·比兹利，AC（1948年12月14日—），澳大利亚工党籍政治家、外交官。1948年12月生于西澳州Subciaco，毕业于西澳大学。1980年当选为澳洲国会议员，其后曾陆续担任过内阁部长、国家副总理及工党副领袖、国会反对党领袖兼工党领袖等职务。2010年至2016年任澳大利亚驻美国大使，2018年至2022年任西澳大利亚州督。

## 生平
比兹利出生于政治世家。其父親，与其同名的金·比兹利曾于1945年至1977年任澳洲聯邦众議員，其中1972-1975年任教育部长。
比兹利毕业于西澳大學和牛津大学贝利奥尔学院（1973年贏得羅德獎學金）。其政治生涯很早便起步，1980年即當選为澳洲国会議員。在工党上台执政后，其于1983-1984年任航空事务部长，1984-1990年任國防部长，1990-1996年歷任交通通訊、金融、就業教育與培训事务部长，1995-1996年在總理保羅·基廷内閣中任副總理及財政部长。1996年大選工黨失利結束13年執政后，基廷辭職，比兹利接任工黨領袖同时成为反對黨領袖。1998年大選，工黨雖然選票總數領先執政保守派聯盟，但因為在澳洲的選舉制度下，保守派聯盟仍取得議會多數議席，工黨再次落敗。他繼續擔任反對黨領袖，直到2001年大選再度失利后辭職。

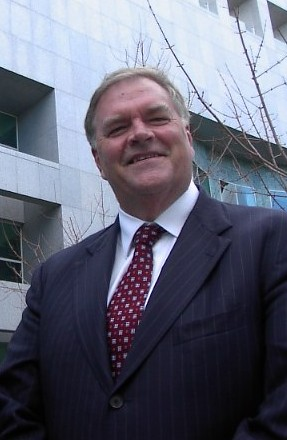
擔任反對黨領袖時的比兹利，於2004年

2004年大選中工黨再度失敗、無人願出任領袖的情況下，比兹利再度出山接任反對黨領袖，至2006年在黨團表決中敗給挑戰者陸克文。
比兹利於2007年辭任國會議員，赴母校西澳大學任教授銜院士，教授政治、公共政策和國際關係。2009年起任澳洲國立大學校監。
2009年9月比兹利被任命為澳洲駐美國大使，2010年2月上任。任期兩度延長，直至2015年底。2016年1月22日卸任。
2018年，比兹利獲時任西澳州长马克·麦高文推薦，获君主伊莉沙白二世女王任命為西澳州州督，即女王在該州的全權代表。
| 前任： 保羅·基廷   | 澳大利亚工党领袖 1996年 - 2001年 | 繼任： 西门·克林 |
| 前任： 马克·莱瑟姆 | 澳大利亚工党领袖 2005年 - 2006年 | 繼任： 陆克文    |